# کرئوزوت

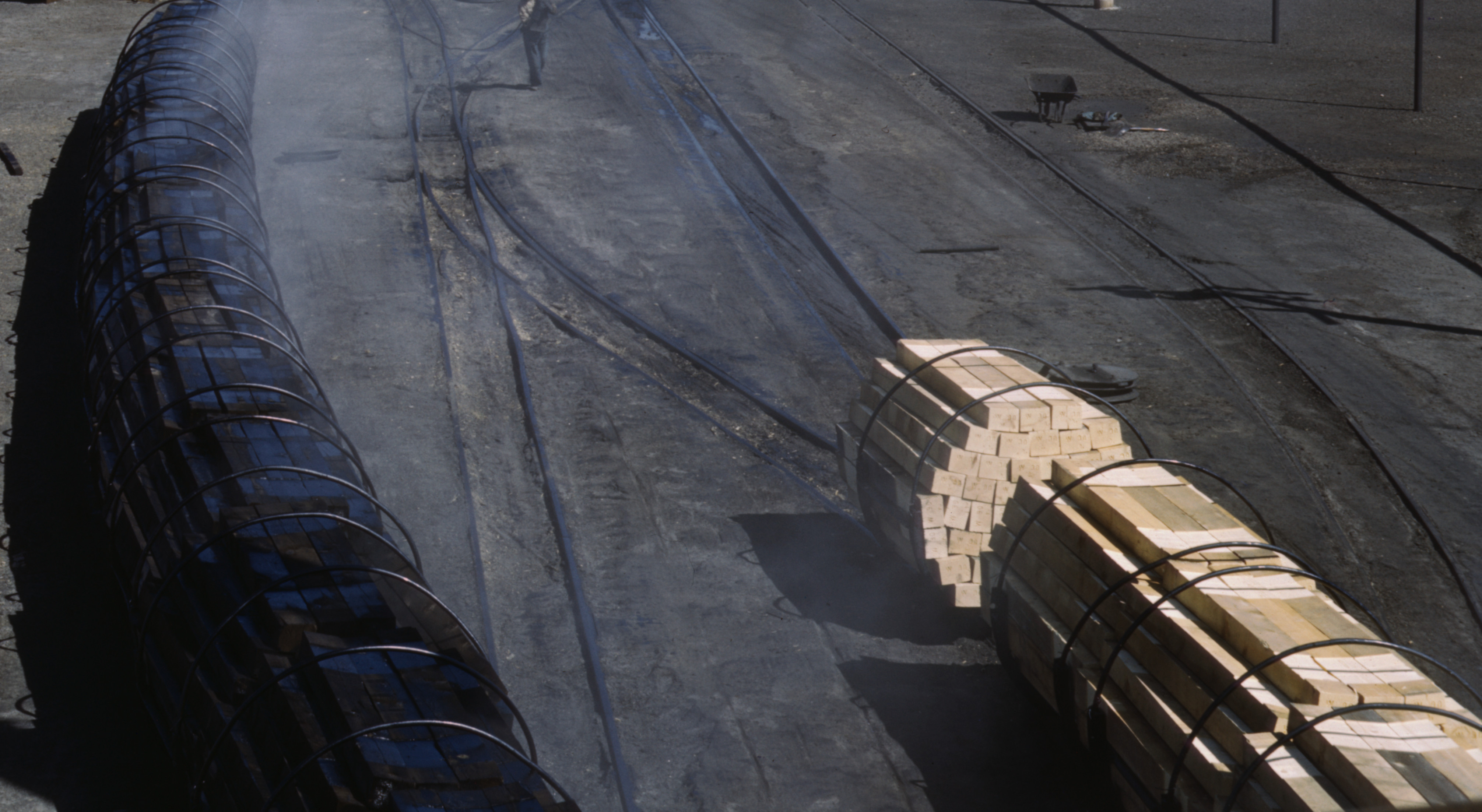
اتصالات چوبی راه آهن قبل(راست) و بعد(چپ) از اشباع از کرئوزوت، بوسیله یگ واگن راه آهن در مارس ۱۹۴۳ به تاسیساتی در راه آهن سانتافه در البوکرکی، نیومکزیکو منتقل شده است. این یک عکس دولتی مربوط به زمان جنگ است که گزارش می کند: " اتصالات سیاه بخار داده شده(در سمت چپ عکس)... تازه از کوره، جایی که برای هشت ساعت با کرئوزوت آغشته شده بودند، بیرون آمده اند. اتصالات از کاج و صنوبر ساخته شده ... و برای هشت ماه عمل آورده شده اند." (چنانکه اتصلات عمل آوری نشده در سمت راست تصویر قابل مشاهده اند.")

کرئوزوت دسته ای از مواد شیمیایی کربن دار است که بر اثر تقطیر یا پیرولیز مواد مشتق شده از گیاهان مانند چوب یا سوختهای فسیلی در قطرانهای متفاوت ایجاد می شود و معمولاً از آنها به عنوان نگهدارنده یا ضدعفونی کننده استفاده می شود.